# Il sangue verde
Il sangue verde è un film del 2010 diretto da Andrea Segre, prodotto in Italia da ZaLab, coprodotto da Aeternam Films e Jolefilm e patrocinato dalla Sezione italiana di Amnesty International.
Il film è stato presentato alla 67ª Mostra internazionale d'arte cinematografica di Venezia nelle Giornate degli Autori.

## Trama
Il sangue verde ricostruisce gli eventi e le violenze di Rosarno (Reggio Calabria) del gennaio 2010.
Gli scontri di Rosarno iniziarono dopo che gli occupanti di un'automobile avevano sparato contro due migranti con un fucile ad aria compressa. Dopo questo episodio, diverse centinaia di migranti diedero vita a una manifestazione lungo le vie della città, protestando contro il trattamento discriminatorio e le misere condizioni di vita, dando fuoco a delle vetture e scontrandosi con la polizia. Il giorno dopo, gli abitanti di Rosarno bloccarono la circolazione e occuparono la sede del Municipio. Due migranti furono colpiti con spranghe, cinque volutamente investiti e due feriti con fucili a pallini. Al termine degli scontri, 53 persone tra migranti, rosarnesi e agenti di polizia dovettero ricorrere a cure ospedaliere. L'ordine venne ristabilito dopo la partenza della maggior parte dei lavoratori migranti, centinaia dei quali trasferiti dalle autorità.
Girato tra Rosarno, Caserta e Roma, il film propone un resoconto di quei giorni e di quelli che seguirono raccogliendo le voci di alcuni migranti che hanno vissuto gli scontri in prima persona. Tutti raccontanto, dal loro punto di vista, cosa è successo in questi giorni e dal loro punto di vista e descrivono com'era, e com'è ora, la loro vita in Italia.

## Premi e riconoscimenti
- Premio ACRA del Festival di cinema Africano, Asia, America Latina 2011
- Secondo posto al Mediterraneo Film Festival di Carbonia 2011
- Premio del pubblico al The Village Doc Festival 2010
- Menzione speciale a Tutti nello stesso piatto, Festival Internazionale di Cinema, Cibo e Videodiversità 2010
- Sara Zavarise vincitrice del premio miglior montaggio per Il sangue verde alla 17ª edizione del premio Libero Bizzarri 2010
- Menzione d'onore al Festival dei Diritti Umani di Napoli 2010
- Vincitore del premio selezione Cinema.Doc alle Giornate degli Autori - 67 Mostra del Cinema di Venezia, al XXX Festival di Cinema Africano di Verona, e al Festival Cinema & è Lavoro di Terni.